# Hajir (konkubin)
Hajir, död 1248, var slavkonkubin till kalifen Al-Mustansir I och mor till kalifen al-Musta'sim. 
Hon köptes på slavmarknaden till abbasidernas harem. Hon blev 1213 mor till kalifens tronföljare, som blev kalif 1242. Hon blev därmed kalifmoder och fick kontrollen över haremet. 
Hon företog en uppmärksammad pilgrimsresa till Mecca 1243-1244. Som kalifmoder ägnade hon sig åt flera projekt inom välgörenhet och religion. Hon gynnade ett projekt för sufierna i Bagdad, som färdigställdes efter hennes död.  